# Július Strnisko
Július Strnisko (Nitra, Checoslovaquia, 6 de agosto de 1958-20 de septiembre de 2008) fue un deportista checoslovaco especialista en lucha libre olímpica donde llegó a ser medallista de bronce olímpico en Moscú 1980.

## Carrera deportiva
En los Juegos Olímpicos de 1980 celebrados en Moscú ganó la medalla de bronce en lucha libre olímpica de pesos de hasta 100 kg, tras el luchador soviético Ilia Mate (oro) y el búlgaro Slavcho Chervenkov (plata).